# 벤저민 해리슨 5세
벤저민 해리슨 5세(영어: Benjamin Harrison V, 1726년 4월 5일 ~ 1791년 4월 24일)는 자신의 이름을 딴 공직 전통을 따라 식민지 버지니아에서 입법자로 일한 미국인 농장주, 상인, 정치인이었다. 그는 미국 독립선언문뿐만 아니라 대륙 협회의 서명자였고, 미국의 건국 아버지들 중 한 명이었다. 그는 1781년부터 1784년까지 버지니아 주지사로 일했다.